# Gruppe der 77
Die Gruppe der 77 (G 77) ist ein Zusammenschluss von Staaten des Globalen Südens innerhalb der UNO.
Die Vereinigung wurde 1964 im Verlauf der ersten Welthandelskonferenz (UNCTAD) gegründet und hat 134 Mitglieder (Stand 2022). Damit ist sie die sowohl gemäß Anzahl der Länder und Bevölkerung größte Gruppe innerhalb der Vereinten Nationen. Den Vorsitz hat immer für ein Jahr eines der Mitgliedsländer inne. Er stellt die höchste politische Ebene in der Organisationsstruktur der G 77 dar. Die Rotation erfolgt auf Regionalbasis zwischen Afrika, Asien/Pazifik und Lateinamerika & Karibik.

## Organisation, Zielsetzung, Aktivitäten
Die Institutionalisierung besteht aus einem jährlich stattfindenden Ministertreffen in New York, dieses fasst die Grundsatzbeschlüsse, die von einem Koordinierungsausschuss an regionale Untergruppen in Genf, Nairobi, Paris, Rom und Wien weitergegeben werden.
Hauptziel der G 77 ist zum einen, die Süd-Süd-Kooperation zu stärken, und zum anderen, die Position der Entwicklungsländer auf dem Weltmarkt zu verbessern. Darum koordiniert sie die Positionen und Forderungen der Mitglieder, um auf den Welthandelskonferenzen eine stärkere Verhandlungsposition zu erreichen.
Die Gruppe verfasst gemeinsame Erklärungen zu entwicklungspolitischen und weltwirtschaftlichen Themen wie die „Charta der wirtschaftlichen Rechte der Dritten Welt“ und startet eigene handels- und wirtschaftspolitische Programme, z. B. das Global System of Trade Preferences Among Developing Countries (GSTP).
Jugoslawien, Malta, Rumänien und Zypern gehörten ursprünglich zu den Mitgliedsstaaten. Malta, Rumänien und Zypern schieden jeweils mit dem EU-Beitritt aus. Nach der Auflösung Jugoslawiens verblieb Bosnien-Herzegowina als einziges europäisches Land in der Gruppe. Seit Februar 2020 wird auch Bosnien nicht mehr als Mitglied aufgeführt.

## Mitglieder
(Quelle:)
1. Afghanistan
2. Ägypten
3. Algerien
4. Angola
5. Antigua und Barbuda
6. Äquatorialguinea
7. Argentinien
8. Aserbaidschan
9. Äthiopien
10. Bahamas
11. Bahrain
12. Bangladesch
13. Barbados
14. Belize
15. Benin
16. Bhutan
17. Bolivien
18. Botswana
19. Brasilien
20. Brunei
21. Burkina Faso
22. Burundi
23. Chile
24. China
25. Costa Rica
26. Demokratische Republik Kongo
27. Dominica
28. Dominikanische Republik
29. Dschibuti
30. Ecuador
31. El Salvador
32. Elfenbeinküste
33. Eritrea
34. Eswatini
35. Fidschi
36. Gabun
37. Gambia
38. Ghana
39. Grenada
40. Guatemala
41. Guinea
42. Guinea-Bissau
43. Guyana
44. Haiti
45. Honduras
46. Indien
47. Indonesien
48. Irak
49. Iran
50. Jamaika
51. Jemen
52. Jordanien
53. Kambodscha
54. Kamerun
55. Kap Verde
56. Katar
57. Kenia
58. Kiribati
59. Kolumbien
60. Komoren
61. Kongo
62. Kuba
63. Kuwait
64. Laos
65. Lesotho
66. Libanon
67. Liberia
68. Libyen
69. Madagaskar
70. Malawi
71. Malaysia
72. Malediven
73. Mali
74. Marokko
75. Marshallinseln
76. Mauretanien
77. Mauritius
78. Mikronesien
79. Mongolei
80. Mosambik
81. Myanmar
82. Namibia
83. Nauru
84. Nepal
85. Nicaragua
86. Niger
87. Nigeria
88. Nordkorea
89. Oman
90. Osttimor
91. Pakistan
92. Palästina
93. Panama
94. Papua-Neuguinea
95. Paraguay
96. Peru
97. Philippinen
98. Syrien
99. Ruanda
100. Salomonen
101. Sambia
102. Samoa
103. São Tomé und Príncipe
104. Saudi-Arabien
105. Senegal
106. Seychellen
107. Sierra Leone
108. Simbabwe
109. Singapur
110. Somalia
111. Sri Lanka
112. St. Kitts und Nevis
113. St. Lucia
114. St. Vincent und die Grenadinen
115. Südafrika
116. Sudan
117. Südsudan
118. Surinam
119. Tadschikistan
120. Thailand
121. Tansania
122. Togo
123. Tonga
124. Trinidad und Tobago
125. Tschad
126. Tunesien
127. Turkmenistan
128. Uganda
129. Uruguay
130. Vanuatu
131. Venezuela
132. Vereinigte Arabische Emirate
133. Vietnam
134. Zentralafrikanische Republik

## Vorsitz
Vorsitz der Gruppe:
- 1970–71 – Indien
- 1971–72 – Peru
- 1972–73 – Ägypten
- 1973–74 – Iran
- 1974–75 – Mexiko
- 1975–76 – Madagaskar
- 1976–77 – Pakistan
- 1977–78 – Jamaika
- 1978–79 – Tunesien
- 1979–80 – Indien
- 1980–81 – Venezuela
- 1981–82 – Algerien
- 1982–83 – Bangladesh
- 1983–84 – Mexiko
- 1984–85 – Ägypten
- 1985–86 – Jugoslawien
- 1987 – Guatemala
- 1988 – Tunesien
- 1989 – Malaysia
- 1990 – Bolivien
- 1991 – Ghana
- 1992 – Pakistan
- 1993 – Kolumbien
- 1994 – Algerien
- 1995 – Philippinen
- 1996 – Costa Rica
- 1997 – Tansania
- 1998 – Indonesien
- 1999 – Guyana
- 2000 – Nigeria
- 2001 – Iran
- 2002 – Venezuela
- 2003 – Marokko
- 2004 – Katar
- 2005 – Jamaika
- 2006 – Südafrika
- 2007 – Pakistan
- 2008 – Antigua und Barbuda
- 2009 – Sudan
- 2010 – Yemen
- 2011 – Argentinien
- 2012 – Algerien
- 2013 – Fiji
- 2014 – Bolivien
- 2015 – Südafrika
- 2016 – Thailand
- 2017 – Ecuador
- 2018 – Ägypten
- 2019 – Palästina[5]
- 2020 – Guyana
- 2021 – Guinea
- 2022 – Pakistan
- 2023 – Kuba
- 2024 – Uganda
- 2025 – Irak

## Gruppe der 24

„Gruppe der 24“: Mitgliedstaaten

Die „Gruppe der 24“ (G-24) ist eine Untergruppe der G 77. Sie wurde 1971 gegründet, um die Positionen der Entwicklungsländer zu internationalen Währungs- und Entwicklungsfinanzierungsfragen zu koordinieren und sicherzustellen, dass ihre Interessen bei Verhandlungen über internationale Währungsfragen angemessen vertreten werden. 28 Mitglieder der G-24 sind auch Mitglieder der G 77, die Ausnahme ist Mexiko.
2023 gehören folgende 29 Staaten zur „Gruppe der 24“:
- Region I (Afrika): Ägypten, Algerien, Äthiopien, Elfenbeinküste, Gabun, Ghana, Kenia, Kongo, Marokko, Nigeria, Südafrika,
- Region II (Lateinamerika und Karibik): Argentinien, Brasilien, Ecuador, Guatemala, Haiti, Kolumbien, Mexiko, Peru, Trinidad und Tobago, Venezuela,
- Region III (Asien): China, Indien, Iran, Libanon, Pakistan, Philippinen, Sri Lanka, Syrien.[7]

Beobachter-Status haben Angola, Indonesien, Saudi-Arabien und die Vereinigten Arabischen Emirate.